# Bibelsyn

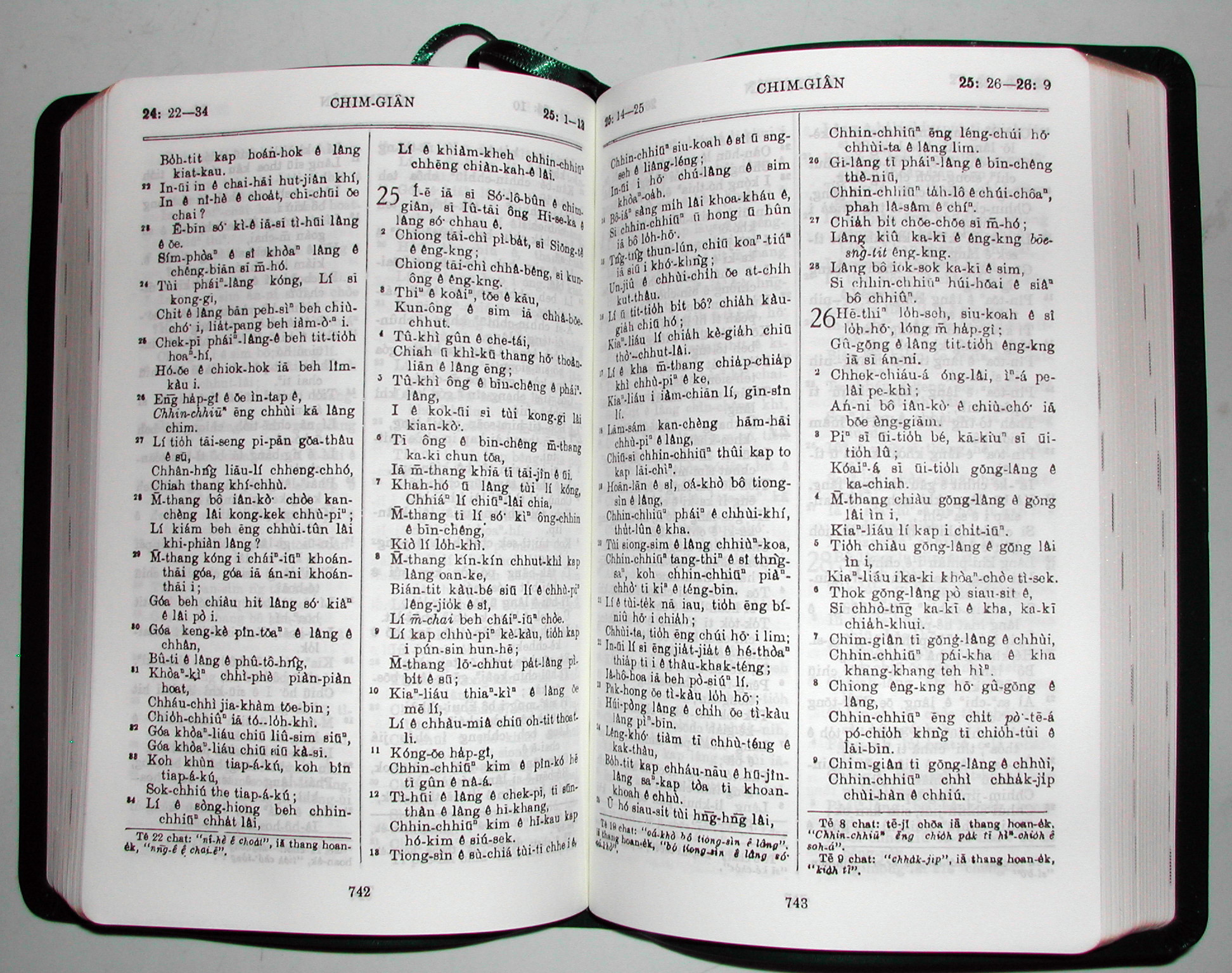
Bibeln

Bibelsyn är en övergripande beteckning på det som kan förklara att en bibeltext uppfattas olika av olika människor. Det är den tilläggsinformation som behövs för att man skall förstå bibeln. Bibelsynen innehåller därför bland annat en generell uppfattning om vad Bibeln innehåller och vilken karaktär den har. Bibelsynen innehåller dessutom till exempel uttolkarens egen verklighets- och livsuppfattning. Utifrån bibelsynen får uttolkningen av den enskilda bibeltexten sin förklaring. Inom kristen teologi  men även inom icke-kristna rörelser  är Bibeln Guds uppenbarelse till människan. Även inom judendomen är Bibeln Guds ord. Med Bibeln avses i det sistnämnda sammanhanget den Hebreiska Bibeln.. Även om Bibelns karaktär beskrivs som att den är en gudsuppenbarelse, Guds ord, så uppfattas detta på olika sätt och det ger upphov till olika bibelsyner. I praktiken har varje kristen sin egen bibelsyn  men inom olika kristna samfund kan en viss typ av bibelsyn dominera, vilket framgår av den presentation som samfunden ger av sig själva.

## Bakgrunden till frågan om bibelsyn
När en historisk-kritisk syn på bibeln i slutet på 1800-talet och i början av 1900-talet gjorde sig allt mer märkbar så kände många att kyrkans bibelsyn var hotad. Tron på bibeln som Guds ord blev svår att förena med de nya forskningsresultaten angående bibelns tillkomst och dess religionshistoriska miljö. Denna konflikt mellan den bibliska forskningens syn på bibeln och kyrkans syn har sedan fortsatt. Forskningen har ställt kyrkor och samfund inför frågor som de inte enkelt kunnat besvara genom den egna traditionens tidigare ställningstaganden. Det kunde upplevas som att det fanns olika bibelsyner. Kyrkan hade en och bibelforskningen en annan. Man behövde få klarhet om vad det innebar att bibeln fortfarande var Guds ord när den traditionella synen på bibelns böcker ifrågasattes. Till exempel hävdade vetenskapen att Mose inte hade skrivit Moseböckerna, Jesaja inte hela Jesajas bok. Böckerna hade en traditionshistoria i stället för att vara författade en person och så vidare. När bibelforskningen sedan skulle besvara konkreta frågor från kyrkor och samfund kunde exegetiken inte ge den vägledning som efterfrågades. Bibelordet ensamt var till exempel inte tillräckligt för att avgöra frågan och kvinnans behörighet till prästämbete. Det behövdes något mer än exegetiken. Det behövdes en kyrkans bibelsyn. Helst en bibelsyn för hela den kristna kyrkan.

## Begreppet bibelsyn
Begreppet bibelsyn kan förutom den fråga som behandlas i den här artikeln även avse en historisk kritisk metod avseende utforskandet av bibeln. Det är då fråga om ”den agnostiske forskarens syn på bibeln” . Det vanliga är dock att man med bibelsyn avser en syn på Bibeln där ”Gud är den talande och handlande och där han alltjämt talar”.. Det är i den sistnämnda betydelsen som Bibeln kallas Guds ord. Den kristna kyrkans syn på Bibeln är att den är Guds ord samtidigt som den är tillkommen genom mänsklig aktivitet. Bibeln kan på grund av människans aktivitet bli föremål för historievetenskaplig forskning. I forskningen betraktas bibeln ur litterär, religionshistorisk, religionspsykologisk, sociologisk och andra aspekter. Bibelsynen handlar bland annat om hur man samtidigt kan betrakta bibeln som Guds ord och som en produkt av mänsklig aktivitet. Även bland dem som betraktar bibeln som Guds ord går åsikterna isär om vad detta innebär i praktiken. Bibelsyn är den övergripande uppfattningen som ligger till grund för hur enskilda bibelord uttolkas i religiösa sammanhang. Hur bibelorden sedan skall tillämpas i nuet behandlas inom hermeneutiken.

## Bibelsynen inte alltid ett problem
Det är kanske främst inom de reformerta och lutherska kyrkorna som bibelsynen mest kommit att diskuteras. Det på grund av dessa traditioners betoning av bibelutläggning. Inom den romersk-katolska kyrkan har den starka betoningen av den kyrkliga traditionen varit det som gett inriktningen alltsedan medeltiden. Utvecklingen inom den romersk-katolska kyrkan   under 1900-talet visar dock att den historiskt-kritiska granskningen av bibeln fått återverkningar inom romersk-katolska kyrkan, som lett till en något lite ändrad syn. Inom den grekisk-ortodoxa kyrkotraditionen spelar bibelutläggningen inte samma roll. Bibelns ord ses där främst i ett liturgiskt sammanhang. Användningen av bibel i gudstjänsten, liturgin, är dock inget som endast hör till den grekisk-ortodoxa kyrkotraditionen utan en sådan användning sker i alla kristna kyrkor. Inom judendomen är det den rabbinska traditionens roll vid bibelutläggning som spelar en liknande roll som den kyrkliga traditionen inom romersk-katolska kyrkan. Inom andra rörelser och samfund har samfundsledningens bibelsyn ofta en avgörande roll och avgör på ett tydligt sätt hur bibeln skall tolkas.

## Bibelsynen som något kontroversiellt
I den allmänna debatten har bibelsynen ofta varit något kontroversiellt. Så till exempel spelade bibelsynen stor roll i debatten om kvinnliga präster i mitten av 1900-talet i Svenska Kyrkan. I en utredning som gjordes på uppdrag av biskopsämbetet i Svenska Kyrkan och som publicerades 1970 konstateras att frågan om bibelsynen historiskt ända från bibelns tid varit en aktuell fråga. Rapporten åstadkom en intensiv debatt i olika tidningar och tidskrifter och en motskrift  "Det står skrivet" publicerades av stiftelsen Biblicum. I rapporten till biskopsämbetet tar man fram ett antal problemskapande faktorer. Se nedan.

## Bibelsynen i historiskt sammanhang
Under den tidiga kristna kyrkans tid var det vanligt att man betraktade de förkristna skrifterna som något mysteriöst, innehållande en sanning som inte var möjlig att fånga med en enda uttolkning. Enskilda ord eller till och med bokstäver kunde bli föremål för utläggning. Det kunde hända att ett och samma bibelord kunde betyda en sak men också det rakt motsatta. Man gjorde en så kallad allegorisk eller andlig tolkning av bibeln. Bibelordet ansågs ha en vanlig konkret historisk innebörd men samtidigt en andlig innebörd. Ofta var det den andliga innebörden som betraktades som viktigast. Den allegoriska tolkning innebar för den kristna kyrkan en risk att skillnaden mellan Gamla Testamentet och Nya Testamentet suddades ut. Denna syn var inte allenarådande utan det fanns också de som hävdade att ett bibelord bara hade en mening, antingen en allegorisk mening eller så var det en bokstavlig historisk skildring. Den i kyrkans teologi vanliga så kallade typologiska tolkningen av Gamla Testamentet kunde då bli problematisk för man fick enligt den här synen på bibeln inte läsa in något i en tidigare skrift om förklaringen fanns i en senare skrift. I den typologiska tolkningen uppfattas Kristus som närvarande i historien ända från skapelsen och genom hela Gamla Testamentet.
Under reformationstiden på 1500-talet blev bibelsynen aktuellt på ett annat sätt. Det blev tydligt att reformatorerna reagerade mot romersk-katolska kyrkan på olika sätt. Tydligast märks det kanske hos den radikale Andreas Karlstadt. I jämförelse med Martin Luther företrädde Andreas Karlstadt en radikal riktning som ville rensa kyrkorna på allt som det inte stod något om i bibeln. För honom var bibeln ett gudomligt orakel på alla livets områden medan Martin Luther, lite förenklat, endast såg den som innehållande budskapet om trosrättfärdigheten från Gud och allt annat var perifert. Luther kunde därför tycka att man kunde behålla det som inte stod i direkt strid emot att Gud genom Kristus gör människan rättfärdig av tron allena. Den skillnad som här blev tydlig är något som reformerta och lutherska traditioner sedan burit med sig. Skillnaden kan beskrivas som att bibelordet har ett centrum och en periferi i den lutherska traditionen. Den lutherska traditionen framhåller att bibelns auktoritet hänför sig till den centrala frågan om människans frälsning medan annat är perifert. I den reformerta traditionen görs inte denna uppdelning.
När svenska biskopsmötets kommission, i boken Bibelsyn och bibelbruk,1970, skulle utreda frågan om bibelsynen, tog man bland annat upp det som kallas Skriftens klarhet. På denna punkt kan man se hur reformationstidens skillnader i uppfattningen av bibeln lever vidare. Man utgår från den lutherska synen på budskapet om den frälsning som bibeln förmedlar som insatt i ett frälsningshistoriskt sammanhang från Gamla Testamentet fram till Kristus. Det gäller att se att Kristus redan finns där i Gamla Testamentet. Den frälsning som finns i Jesus Kristus skall användas som en nyckel till sådant som är oklart. De traditioner som har sina rötter i de reformerta rörelserna sätter inte in de olika bibelorden primärt i ett sådant frälsningshistoriskt sammanhang utan de enskilda bibelorden tolkas var för sig som auktoritativa uttalanden.

## Skillnader i bibelsyn som beror på bibelläsaren själv
Bibelsynen påverkas av den som läser eller hör bibelordet. Bibelsyn är därför något som i praktiken skiljer sig från människa till människa och skär rakt igenom samfundsgränser. Bibelsynen innehåller komponenter från en människas sociala och kulturella miljö. Den innehåller sådant som läsarens eller åhörarens psykologiska läggning och kunskapsmässiga förutsättningar för att uppfatta texten. En del är mer känslomässigt inställda till texten medan andra kan vara mer inriktade på textens läromässiga innehåll. Sinnestillståndet - om en person är optimistiskt eller pessimistiskt lagd - medverkar till en del till vad man uppfattar vara bibelns budskap. Vidare kan man genom uppfostran eller miljön fått ett raster som man lägger på texten, till exempel kan man börja ställa sig frågan: Kan det här vara vetenskapligt sant? Hur stämmer det här med förnuftet? Hur stämmer det här med våra kulturella normer?  Frågan om en persons verklighetsuppfattning och totala livssyn hör alltså till denna typ av raster som påverkar bibelsynen. Detta gäller ofta frågor som har med gudsuppfattningen att göra. I bibeln tecknas ofta en bild av gudomen i mänskliga termer, men allt vad det innebär av vrede, ilska, avundsjuka etc. Redan när Gamla Testamentet översattes till grekiska, mellan år 200 och 100 f.Kr. hade översättarna svårt att förena detta med det grekiska tänkandet över gudomen. Bibelns egna beskrivningar filtrerades, som man kan se av i den grekiska översättningen Septuaginta. Det är även ett välkänt faktum att en bibeltext i en viss livssituation kan tala särskilt starkt just då.

## Skillnader i bibelsyn beroende av Bibelns karaktär
I skriften "Bibelsyn och Bibelbruk" nämns ett antal " problemskapande faktorerna" som hänger samman med bibeln karaktär och som ger upphov till olika bibelsyner. En sådan faktor är att bibeln består av en mångfald skrifter. I praktiken innebär detta att man inte alltid med Bibeln avser alla skrifterna eller att man inte gör samma urval av skrifter, samt att skrifterna av olika anledningar kan vara svårförståeliga. Enligt den lutherska traditionens urval av bibelböcker består Bibeln av 66 böcker (39 i Gamla Testamentet och 27 i Nya Testamentet). Den enskilde bibelläsaren inom den kristna traditionen kanske använder sig av en betydligt mycket mindre urval, t.ex. bara de synoptiska evangelierna eller ännu snävare deras sociala eller etiska budskap. Andra lägger tonvikten vid ett av evangelierna som t.ex. Johannesevangeliet. Ett sådant urval medför att man inte talar om samma "bibel", vilket ger upphov till olika bibelsyner.
Från början var skrifterna eller skriftverken inte samlade i en bok, i många fall rör det sig om muntliga traditioner och skrifter från olika tider som blivit samlade i Bibeln. I och med boktryckarkonsten förstärktes synen på skrifterna som en färdig bok. Konsekvensen av detta blev att man lätt i en bok kunde läsa in ett synsätt från en annan bok i syfte att få ihop en helhetssyn fast det rör sig om en mängd olika "religiösa synsätt och åskådningar" . Trots de många olika böckernas synsätt så är de samlade i en bok av en speciell anledning. Anledningen till att de samlats är uppfattningen att Bibeln är en bok om gudsuppenbarelse så som den framträder i historien under olika tider.
Ett annat för bibelsynen viktigt förhållande är att bibeln i vissa fall berättar om händelser och händelseförlopp, som inte utan vidare går att historiskt belägga eller motbevisa. För en bibelsyn som utgår från att bibeln är Guds ord ges då två olika svar. Det ena svaret är att det måste vara så som bibeln själv förklarar det. Bibeln kan inte ha fel eftersom den i sin helhet är inspirerad av Gud. Det andra svaret som ges är att på de punkter den historiska forskningen inte kommer längre måste man vara öppen för ett gudomligt ingripande i historien, som kan förklara annars av historiker okända händelser och händelseförlopp. En uppfattning är att det i en del fall är helt uppenbart att bibelns böcker, utifrån nutida kunskaper, motsäger varandra eller har en annan syn på naturen och historiska händelser. Också detta ger alltså upphov till olika bibelsyner.
En radikal syn på bibelns budskap framfördes på 1920-talet av Rudolf Bultmann, vars bibelsyn orsakade starka reaktioner. Bakom hans hermeneutiska program som han kallade  "avmytologisering" ligger den tanken att bibelns budskap kan frikopplas från historien. Det är budskapet "kerygmat" som är det väsentliga. Det är när kerygmat når den enskilda människan som Gud talar till henne. Mot detta invända andra, bland annat svenska forskare, att man inte kan skilja på budskap och historia. Historien är en del av budskapet. Det är i undren som budskapet visar sig. Vad som verkligen hänt är, menar dessa forskare, inte betydelselöst. I princip är det, enligt dem, möjligt att verifiera eller varje fall falsifiera vad som hänt. I ett tidigt skede skulle man t.ex. ha kunnat visa fram kroppen och på så sätt visa att någon uppståndelse inte ägt rum. Ett sådant resonemang har även det kritiserat, då det kan leda till att man, med ett alltför stort betonande av försanthållandet av ett historiskt skeende, får en ensidigt intellektuell syn på bibeln. Om man för ensidigt betonar det historiska så kan man tappa bort gudsmötet i kontakten med bibelordet, det vill säga av bibeln som Guds ord.
Bibeln har tillkommit i en annan kulturell miljö än vår västerländska kultur. Det finns olika uppfattningar om vilken betydelse som skall tillmätas detta förhållande. En del menar att bibelns ord när det exempelvis gäller förhållandena i en familj, förhållandet mellan könen och samhällssyn skall vara precis så som på bibelns tid eftersom det är så skrivet. Eftersom bibeln enligt troende kristna är Guds ord finns det en gudomlig vilja bakom att den tillkommit i den kultur där den uppstod. En annan uppfattning är att det viktiga är att se på i vilken anda bibeln talar om samhälls- och familjefrågor. Bibelns ord gällde den tidens situation. I andra kulturer får man försöka hitta det som i den kulturen är mest i enlighet med den bibliska "andan". Det har beskrivits som att bibelns ord har olika räckvidd i olika frågor. I centrala frågor har den evig giltighet men i andra frågor är giltigheten begränsad till den tid den enskilda skriften kom till.

## Inspirationens karaktär
Heliga skrifter ses ofta som gudomligt inspirerade. Gamla Testamentets heliga skrifter omtalas till exempel i Andra Timotheosbrevet som gudomligt inspirerade (2 Tim 3:16). Det var någon gång i slutet av första århundradet som Andra Timotheosbrevet skrevs och då hade ännu inte Nya Testamentet fixerats som helig skrift, det vill säga blivit kanon. Tvivel har framförts om man av detta enda bibelställe, som är skrivit i ett församlingsvårdande sammanhang, kan dra någon allmän slutsats om att bibeln som helhet kommit till på något övernaturligt sätt. Andra Timoteosbrevets syfte är ju att framhålla att de gammaltestamentliga skrifterna var viktiga i den kristna undervisningen och vården om församlingen.
Inom bibelvetenskapen anser man i allmänhet att bibeltexterna kommit att betraktas som heliga och gudomligt inspirerade efter långvarig användning i kulten, lagregleringen och i andra religiösa sammanhang. Kanske redan därav att de är mycket gamla, härstammar från en storhetstid eller andlig ledare är ett skäl till att texterna betraktas som "heliga" eller inspirerade. Det görs dock en skillnad mellan de olika skrifterna och därmed också en skillnad mellan hur texternas gudomliga inspiration tillkommit. En del texter kan därför redan från början ha haft status av Guds ord och inspirerade.
Hur den gudomliga inspirationen skall uppfattas råder det delade meningar om. En uppfattning är den så kallade verbalinspirationsteorin. Den har kritiserats för att utgå från ett alltför modernt boktänkande. Kritiken går ut på att den gudomliga uppenbarelsen inte kan knytas till en färdig bok. Ett annat sätt att tala om inspirationen är att gudomligt inspirerade personer har skrivit ned det som står i Bibeln och att det i praktiken kan ha gått till på lite olika sätt, men resultatet har blivit det som står i Bibeln.  Ett betraktelsesätt med denna inriktning är att se på gudsuppenbarelsen som det väsentliga och nedskrivandet som en mänsklig tolkning av denna uppenbarelse.
Ett försök att förklara hur mänskligt och gudomligt samverkar när det gäller den gudomliga inspirationen i bibeln, är att se det gudomliga och det mänskliga i bibeln i analogi med hur den kristna bekännelsen ser på Jesus Kristus, som sann gud och sann människa, "utan sammanblandning och förvandling".
Ett ytterligare sätt att se på frågan är att ta som utgångspunkt hur antikens folk såg på ord och handling som en enhet. Ordet gör det som det säger och är inte som i modernt tänkande en beteckning på något. Man hänvisar då ofta till hur de gammaltestamentliga profeterna mottog det gudomliga budskapet, till exempel "Herrens ord kom till Jona" (Jonas bok 1:1). När ordet kom till profeterna var det inte ett meddelande de fick utan ordet var något som uppfyllde dem. De blev själva en del av den gudomliga handlingen. Något skiljande mellan uppenbarelsen och profetens egna ord eller handlingar går inte att göra. Den gudomliga inspirationen tar profeten helt i anspråk. Hur detta senare nedtecknades och blev den text som idag föreligger är en komplicerad och till stora delar okänd process.

## Guds ord i Skriften och traditionen
Bibeln är inte bara en bok och en samling skrifter utan dessa har en funktion, en användning. Användningen i den kristna kyrkan är något som kyrkan övertagit från den judiska religionen och dess användande av den Hebreiska Bibeln. De första kristna fann sig dock leva i en ny tid. De samlades inte kring en bok eller några skrifter. De samlades i stället kring ett budskap om Jesus Kristus som deras uppståndne frälsare. I de gammaltestamentliga skrifterna såg de förebilder. Nu fanns det som där endast var förebilder. Utifrån denna tro började de samla på traditioner om Jesus, främst de synoptiska evangelierna. De hade en ganska fri syn på Jesustraditionen. Markus hade en version, Matteus bearbetade den på sitt sätt, Lukas och Johannes på sina sätt.
Den process, som lett fram till en fastställd kanon kallas kanonhistoria och är en mycket komplicerad process. De gammaltestamentliga texterna har en kanske ännu mer komplicerad kanonhistoria. De gammaltestamentliga skrifterna samlades inom och ad den judiska trosgemenskapen varit. Någon gång på 100-talet f.Kr. har den processen i stort sett varit avslutad. Det fanns då en samling  heliga skrifter. Alla skrifter inom denna samling hade dock inte samma dignitet, viktigast ansågs Lagen, Torah, vara, sedan kom Profeterna och sist Skrifterna. Den kristna bibeln blev fastställd på liknande sätt av den kristna kyrkan. Inom kristendomen betraktar kyrkan sig själv som en del av gudsuppenbarelsen. Därför är sammanställningen av de nytestamentliga skrifterna en del av Andens verksamhet enligt den kristna tron.
Vilka som skall ha rätten att tolka bibeln är en omstridd fråga. Under stora dela av kyrkohistorien har endast auktoriserade personer i form av präster och biskopar haft denna rätt. Detta tolkningsföreträde har redan från första kristna tiden varit ifrågasatt. Under reformationen och tiden därefter har starka rörelser hävdat att Skriften har en klarhet som gör att den kan tolkas av i princip varje människa. Det finns i dagen samhälle många som hävdar att bibeln är kyrkans bok. Det är därför i den kristna gemenskapen i kyrkan med dess tro på Jesus Kristus som bibeln kan tolkas rätt.
Vilken betydelse bibeln skall tillmätas i det moderna samhället varierar starkt. Den ena ytterligheten är de som menar att bibeln är ett uttryck för en historisk gudsuppenbarelse som blivit nedtecknad, men att tron gäller Gud och att skrifter till och med kan vara ett hinder för denna tro. Andra menar att bibeln är själva grunden för all kristen tro och att det därför är viktigt exakt vad där står. En starkt tilltro till bibelns ord kallas ibland biblicism eller bokstavstrohet.